# Bränntjärnen (Sidensjö socken, Ångermanland)
Bränntjärnen är en sjö i Örnsköldsviks kommun i Ångermanland och ingår i Ångermanälvens huvudavrinningsområde. Sjöns area är 0,044 kvadratkilometer och den är belägen 310 meter över havet.